# 천안시의회
천안시의회는 충청남도 천안시 지역을 관할하는 기초의회이다.